# Новий Мултан (Кізнерський район)
Новий Мулта́н (рос. Новый Мултан) — присілок в Кізнерському районі Удмуртії, Росія.
Населення становить 128 осіб (2010, 181 у 2002).
Національний склад (2002):
- удмурти — 98 %

Урбаноніми:
- вулиці — Удмуртська